# 你也差不多該死心了！
《你也差不多該死心了！》是由米代恭創作的日本漫畫，由小學館《Big Comic Spirits》2020年第13號起開始連載。
改編真人電視劇於2023年3月8日（7日深夜）至4月26日（25日深夜）於MBS、TBS「Dramaism」時段播映，由見上愛和青木柚雙主演。

## 電視劇

### 演員列表
- 日下部日和：見上愛（日语：見上愛）
- 市松海路：青木柚
- 八幡典子：樋口日奈[6]
- 榊田正史：三山凌輝（BE:FIRST）[6]
- 日下部由紀：山本未來[6]
- 日下部珠緒：安齊星來[6]
- 日下部千世子：宮崎優[6]
- 日下部美智：遊井亮子[6]

## 外部連結
- 漫畫官方網站（日語）
- 電視劇官方網站（日語）
- 互联网电影数据库（IMDb）上《你也差不多該死心了！》的资料（英文）